# Winfried Scheuer
Winfried Scheuer (* 1952 in Calw, Baden-Württemberg) ist ein deutscher Designer und Professor.

## Leben und Werk
Winfried Scheuer wurde 1952 in Calw geboren. Er nahm 1973 ein Studium an der Staatlichen Akademie der Bildenden Künste Stuttgart auf. Nachdem er 1977 das Studium abgeschlossen hatte, war er bis 1979 bei Uli Schade Design tätig und erhielt 1979 ein DAAD-Stipendium für das Royal College of Art in London, wo er 1981 den Master ablegte. Von 1983 bis 1986 arbeitete Winfried Scheuer für ID Two in Palo Alto, San Francisco, er arbeitete u. a. für Xerox und Grid Systems. Seit 1986 ist er freiberuflich in London, unter anderem für Authentics, Aero und Teunen & Teunen tätig. Scheuer veröffentlicht in den Zeitschriften „Forum“ und „Blueprint“. Er war 1987–1998 London Korrespondent der Zeitschrift Form.
Scheuer war von 1999 bis 2018 Professor an der Staatlichen Akademie der Bildenden Künste Stuttgart.

## Ausstellungen (Auswahl)
- 1981: Sainsbury Centre for Visual Arts, Norfolk
- 1983: Mathildenhöhe Darmstadt, Darmstadt
- 1986: Design Center Baden-Württemberg, Stuttgart
- 1987: Groninger Museum, Groningen
- 1987: documenta 8, Kassel